# Nationale rouw in Nederland
Nederland kende ruim een halve eeuw lang geen dag van nationale rouw. In die periode zijn er wel diverse rouwdagen geweest. Na de dag van nationale rouw bij de moord op de Amerikaanse president John F. Kennedy duurde het tot 2014 voor er weer een dergelijke dag werd afgekondigd. De gedachtegang achter de schaarse toepassing van afgekondigde rouw zou zijn dat met dergelijke tradities, met bijvoorbeeld het sluiten van bioscopen, zoals bij de dood van koningin Wilhelmina in 1962, de individuele rechten van mensen zouden worden geraakt. Dat zou op bezwaren stuiten.

## Overzicht
Sinds de Tweede Wereldoorlog zijn er vijf dagen van nationale rouw geweest. Daarnaast waren er diverse momenten die als een officieuze dag van nationale rouw kunnen worden beschouwd. Hieronder een onvolledig overzicht van officiële en officieuze rouwdagen in Nederland:
- 1890 – In dit jaar werden er dagen van nationale rouw afgekondigd na de dood van koning Willem  III.[5]
- 1934 – In dit jaar waren er twee nationale rouwdagen, op respectievelijk de dag van de begrafenis van koningin Emma op 27 maart[6] en de dag van de begrafenis van prins Hendrik op 11 juli.[7]
- 8 februari 1953 – Op deze dag zijn de vlaggen halfstok gehangen op een dag van nationale rouw in verband met de watersnood van 1953.[8][9]
- 12 oktober 1960 – Het Verbond voor Veilig Verkeer hield in opdracht van de regering een "Dag van Rouw en Bezinning" voor verkeersslachtoffers. Het idee hiervoor kwam van prinses Wilhelmina en koningin Juliana.[10]
- 8 januari 1962 – Na de treinramp bij Harmelen werden op deze dag de vlaggen halfstok gehangen op rijks- en stationsgebouwen en werd er een dag van nationale rouw afgekondigd. Ook kwam koningin Juliana vervroegd terug van skivakantie.[11]
- 8 december 1962 – Op de dag van de begrafenis van prinses Wilhelmina werd door de ministerraad een dag van nationale rouw afgekondigd. Daarbij werd besloten dat de vlaggen halfstok werden gehangen, theater- en bioscoopvoorstellingen en sportwedstrijden werden afgelast, in openbare gelegenheden de muziek alleen zachtjes te horen mocht zijn en afkomstig moest zijn van een van de Nederlandse radio-, of televisiezenders.[12]
- 25 november 1963 - Voor de dag van de begrafenis van de vermoorde Amerikaanse president John F. Kennedy kondigde de regering een dag van nationale rouw af. Op rijksgebouwen werd de vlag halfstok gehangen. Gemeenten en provincies werden opgeroepen hetzelfde te doen en 'openbare vermakelijkheden' en muziek op straat af te gelasten.[3][4]
- 11 oktober 1992 – Ter herdenking van de Bijlmerramp werd op deze dag bij alle overheidsgebouwen de vlag halfstok gehangen. De ministerraad verklaarde echter nadrukkelijk dat deze dag niet was uitgeroepen tot dag van nationale rouw.[12]
- 15 maart 2004 - Vanwege de terroristische aanslagen in Madrid van 11 maart 2004 hingen de vlaggen aan gebouwen van de rijksoverheid halfstok, en om 12 uur werden door velen drie minuten stilte in acht genomen.[13]
- 23 juli 2014 – Ter herdenking van de slachtoffers van de crash van vlucht MH17 is deze dag uitgeroepen tot dag van nationale rouw. Op deze dag kwamen de eerste stoffelijke overschotten van de slachtoffers aan in Nederland.[14][15] Eerder was al besloten op 18 juli 2014 op alle overheidsgebouwen de vlag halfstok te hangen.

## Dodenherdenking
Jaarlijks vindt er op 4 mei de Nationale Dodenherdenking plaats. Tijdens deze herdenking worden allen – burgers en militairen – die in het Koninkrijk der Nederlanden of waar ook ter wereld zijn omgekomen sinds het uitbreken van de Tweede Wereldoorlog, in oorlogssituaties en bij vredesoperaties, herdacht. Deze dag van de dodenherdenking kan gezien worden als een dag van nationale rouw. Hij is ingesteld bij koninklijk besluit.

## Vlaggen halfstok
In plaats van nationale rouwdag kan de minister-president een bijzondere vlaginstructie uitvaardigen om een dag van rouw te markeren. De minister-president heeft bijzondere vlaginstructies uitgevaardigd voor onder andere:
- 14 september 2001 – naar aanleiding van de aanval op gebouwen in VS[17]
- 30 april 2009 – naar aanleiding van de aanslag op Koninginnedag[18]
- 12 mei 2010 – naar aanleiding van het vliegtuigongeluk in Libië[19]
- 20 april 2011 – naar aanleiding van de schietpartij in Alphen aan den Rijn[20]
- 16 maart 2012 – naar aanleiding van het busongeval te Sierre[21]
- 18 juli 2014 – naar aanleiding van de vliegtuigcrash van Malaysia Airlines-vlucht 17[22]
- 23 juli 2014 – dag van nationale rouw naar aanleiding van de vliegtuigcrash van Malaysia Airlines-vlucht 17[23]
- 16 november 2015 - naar aanleiding van de aanslagen in Parijs[24]
- 19 maart 2019 - naar aanleiding van de aanslag in Utrecht[25]

## Hofrouw
Behalve nationale rouw bestaat er ook hofrouw, de rouw die het hof aanneemt bij het overlijden van een lid van het Koninklijk Huis. Dit houdt onder meer in dat de leden gedurende minstens tien dagen, en daarmee tot en met de bijzetting, hun openbare afspraken afzeggen. Ook bij de dood van leden van bevriende vorstenhuizen wordt hele of halve hofrouw aangenomen.